# 温玉成
温玉成（1915年10月30日—1989年10月29日），江西省兴国县人，中国人民解放军中将，曾任中国人民志愿军第40军军长，指挥砥平里战斗，中国人民解放军副总参谋长兼北京卫戌区司令员，中央文革碰头会成员.。

## 荣誉
1955年获二级八一勋章、一级独立自由勋章、一级解放勋章。